# Ajuh-Mbuh
Ajuh-Mbuh est un village du Cameroun situé dans l’arrondissement (commune) de Zhoa, dans le département de Menchum et dans la Région du Nord-Ouest.

## Localisation
Ajuh-Mbuh est situé à environ 68 km de Bamenda, le chef lieu de la région du Nord-Ouest et à 329 km de Yaoundé, la capitale du Cameroun. 

## Population
Lors du recensement de 2005, on a dénombré 223 habitants, dont 100 hommes et 123 femmes.

## Éducation
Il y a une école publique GS Aju Mbu construite en 1998. 

## Langue
La langue parlée est l'ajumbu – également connu sous le nom d'ajuh mbuh ou mbu'1 – qui est une langue bantoïde méridionale. 